# Медаль «За храбрость» (Российская Федерация)
Медаль «За храбрость» — государственная награда Российской Федерации. Учреждена Указом Президента Российской Федерации от 23 марта 2023 года № 185 «О некоторых вопросах совершенствования государственной наградной системы Российской Федерации».

## Положение о медали
Медалью награждаются граждане Российской Федерации «за храбрость и мужество, проявленные в ходе выполнения боевых и иных операций по защите Отечества и государственных интересов Российской Федерации, а также по поддержанию или восстановлению международного мира и безопасности». Предусмотрено награждение медалью иностранных граждан и лиц без гражданства. Допускается посмертное награждение медалью.
Медаль «За храбрость» имеет две степени, высшей степенью медали является I степень. Награждение медалью производится последовательно, от низшей степени к высшей.
Носится медаль на левой стороне груди и располагается после медали «За отвагу». Награжденные медалями I и II степени носят их, располагая последовательно. Для особых случаев и возможного повседневного ношения предусматривается ношение миниатюрной копии медали «За храбрость», которая располагается после миниатюрной копии медали «За отвагу».
При ношении на форменной одежде ленты медали «За храбрость» на планке она располагается после ленты медали «За отвагу».

## Описание

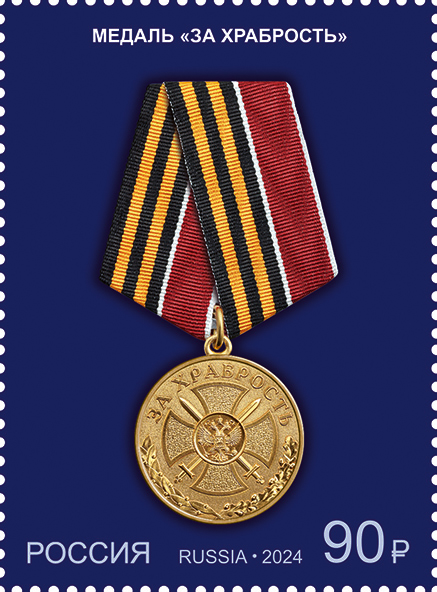
Медаль «За храбрость» на почтовой марке России 2024 года

Медаль «За храбрость» изготавливается из серебра, она имеет форму круга диаметром 32 миллиметра с выпуклым бортиком с обеих сторон.
На аверсе медали расположено рельефное изображение равноконечного креста с расширяющимися, вогнутыми по сторонам и закругленными концами, между которыми помещены два перекрещивающихся меча. В центре креста помещён круглый медальон с узкой выпуклой каймой. В поле медальона располагается рельефное изображение Государственного герба Российской Федерации. Вверху медали, по окружности, — надпись: «ЗА ХРАБРОСТЬ». Внизу медали, по окружности, — рельефное изображение лавровой и дубовой ветвей. На реверсе медали, в нижней части, указывается номер медали. Медаль I степени является позолоченной. 
Медаль при помощи ушка и кольца соединяется с пятиугольной колодкой, обтянутой шелковой муаровой лентой. Правая половина ленты — цветов ордена Мужества, левая половина ленты — цветов ордена Святого Георгия. Ширина ленты составляет 24 миллиметра.
Миниатюрная копия медали «За храбрость» носится на колодке. Диаметр миниатюрной копии медали — 16 миллиметров. При ношении на форменной одежде ленты медали используется планка высотой 8 миллиметров, ширина ленты — 24 миллиметра.
Лента медали «За храбрость» I степени на планке имеет по центру изображение римской цифры «I», II степени — изображение римской цифры «II» (золотистого цвета, высота — 7 миллиметров).